# Scoloderus neilli
Espèce
Scoloderus neilli est une espèce d'araignées aranéomorphes de la famille des Araneidae.

## Distribution
Cette espèce est endémique de la province d'Orellana en Équateur,. Elle se rencontre vers Onkone.

## Description
La femelle holotype mesure 5,35 mm.

## Systématique et taxinomie
Cette espèce a été décrite par Díaz-Guevara et Dupérré en 2025.

## Étymologie
Cette espèce est nommée en l'honneur de David Alan Neill.

## Publication originale
- Díaz-Guevara & Dupérré, 2025 : «A web of canopy discoveries part I (Araneae: Araneidae). New astonishing species of orb-weaving spiders from Ecuador and the first country record of Pozonia Schenkel, 1953. » Zootaxa, no 5660(4), p. 587–595.